# Pou de gel de la Font Major
El Pou de gel de la Font Major és una obra de l'Albiol (Baix Camp) inclosa a l'Inventari del Patrimoni Arquitectònic de Catalunya.

## Descripció
Estructura cilíndrica. Diàmetre estimat: 8 metres. Profunditat estimada uns 6-7 metres. No té coberta. Uns arcs aguataven la cúpula. Actualment l'interior és ple d'alzines, boixos, heures i matolls. Queda sencera l'entrada, a la part alta de la construcció tal com ara es conserva, amb un gruix de paret d'uns 2,5 metres i una alçada de galeria d'uns 2,5 metres.

## Història
El 1620 es va fer l'arrendament de la neu. El 1708 s'hi van fer adobs. El 1732 sembla que ja se'l va abandonar, probablement perquè l'indret és poc nivós i el fred ni hi és intens, generalment.